# لويس بوفيلوت
لويس بوفيلوت مورجيس، ولد في 3 مارس 1814 توفى في مدينة ميلبورن يوم 30 مايو 1888  كان رسامًا سويسريًا للمناظر الطبيعية عاش 17 عامًا في البرازيل، و 5 سنوات في سويسرا بقي لمدة 23 عامًا في أستراليا، حيث أثر على مدرسة هايدلبرغ . من الرسامين.

## روابط خارجية
- بوفيلوت، أبرام لويس (1814–1888) – القاموس الأسترالي للسيرة الذاتية

قالب:Heidelberg School